# Young Fantasies
Young Fantasies ist eine US-amerikanische Pornofilmreihe des Regisseurs Greg Lansky und des Labels Vixen.com. Die Reihe wird dem Genre Teen-Sex zugeordnet.

## Entstehung
Die ersten drei DVDs der Pornofilmreihe entstanden unter der Regie von Greg Lansky. Der vierte Teil wurde mit Laurent Sky als Regisseur realisiert. Für die DVDs fünf, sechs und neun tat sich Sky mit Regisseurin Julia Grandi zusammen.
Die siebte DVD entstand unter der Regie von Sky und Ilya Droombeeld, während Sky auf der achten DVD mit Derek Dozer als Regisseur zusammenarbeitete.

## Handlung (Beispiel)
Die Filme besitzen keine zusammenhängende Handlung. Vielmehr handelt es sich bei auf den DVD veröffentlichte Filme um eigenständige die Geschichten. So zeigen die auf der vierten DVD enthaltenen Filme unter anderem eine College-Studentin, die ihren Lebensstil dank eines Sugar-Daddys finanziert. Der zweite Film handelt von einem reichen und verwöhnten Mädchen, welches Probleme damit hat, dass ein Mann vorübergehend im Gästehaus ihrer Eltern wohnt. Weitere Filme zeigen eine junge Frau, die ihrer Schwester beim Umzug nach Los Angeles aushilft, nachdem diese einen atemberaubenden Mann kennengelernt hat bzw. eine Schülerin, die kurz vor ihrem Abschluss steht und versucht, ihren Abschluss zu fokussieren und Ablenkungen zu vermeiden.

## Besprechungen
Einzelne Episoden wurden von der Fachpresse wahrgenommen und erhielten überwiegend positive Resonanz. Naomi LeRoy von AVN.com vergab für die zweite DVD der Filmreihe dreieinhalb von fünf Punkten und befand, dass die auf dem Medium veröffentlichten Filme einen hohen Produktionswert haben. Jede Geschichte verfüge über eine Art Handlung. Captain Jack von Adultdvdreview vergab für die erste Folge viereinhalb Sterne und schrieb, dass dies „abermals ein sehr gutes Werk von Vixen.com und Greg“ geworden sei. Die gezeigten Fantasien seien aufregend und die Darstellerinnen schaffen es, diese zum „Leben zu erwecken.“

## Darsteller
- Jillian Janson[10]
- Naomi Woods[10]
- Kirsten Lee[10]
- Flash Brown[10]
- Xander Corvus[10][11][12]
- Seth Gamble[10]
- Christian Clay[3][5][10][11]
- Evelyn Claire[11]
- Cadey Mercury[11]
- Uma Jolie[11]
- Sofi Ryan[11]
- Jean Valjean[11][12]
- Kenna James[12]
- Jaye Summers[12]
- Charity Crawford[12]
- Chloe Scott[12]
- Mick Blue[3][5][6][12][13][2]
- Gianna Dior[13]
- Jade Kush[13]
- Lena Anderson[13]
- Addie Andrews[13]
- Johnny Sins[13][2]
- Alex Jones[6][13]
- Van Wylde[13]
- Mia Melano[2]
- Naomi Swann[5][2]
- Nia Nacci[2]
- Honey Gold[2]
- Derrick Pierce[2]
- Alberto Blanco[2][3][4]
- Lexie Fox[2]
- Talia Mint[2]
- Kenna James[3]
- Liya Silver[3]
- Khloe Kapri[3]
- Ellie Eilish[3]
- Mia Split[3]
- Eliza Ibarra[5]
- Jia Lissa[5]
- Blake Blossom[5]
- Nancy Ace[5]
- Michael Stefano[5]
- Lena Reif[5]
- Martin Stein[5]
- Quinton James[6]
- Kylie Rocket[6]
- Amber Moore[6]
- Mina Luxx[6]
- Reina Rei[6]
- Milan[6]
- Oliver Flynn[4]
- Vince Karter[4]
- Maximo Garcia[4]
- Liz Jordan[4]
- Elle Lee[4]
- Vanessa Alessia[4]
- Eveline Elle[4]

## Auszeichnungen und Nominierungen
Gesamte Serie
- AVN Awards
  - 2024: Best Ingénue Series or Channel (Nominierung)[14]
- XBIZ Awards
  - 2018: Vignette Series of the Year (Nominierung)[15]

Einzelne Folgen
- AVN Awards
  - 2018: Best Ingénue Movie – Vol. 2 (ausgezeichnet)[16]
  - 2021: Best Foreign-Shot Group Sex Scene – Vol. 5 (Our Secret Place mit Naomi Swann, Talia Mint, Alberto Blanco) (ausgezeichnet)[17]
  - 2021: Best Ingénue Movie or Anthology – Vol. 5 (ausgezeichnet)[17]
- XBIZ Awards
  - 2018: Best Sex Scene — Vignette Release (Uma Jolie, Christian Clay) – Vol. 2 (Nominierung)[15]
- XRCO Awards
  - 2023: Best Gonzo Movie – Vol. 8 (Nominierung)[18]